# 浅野恭司
浅野 恭司（あさの きょうじ、1975年 - ）は、日本のアニメーター、キャラクターデザイナー。株式会社ウィットスタジオ取締役。茨城県古河市出身。

## 来歴
茨城県立総和高等学校を経て代々木アニメーション学院東京校を卒業。1996年にProduction I.Gに入社し、動画を経て原画制作を担当。『HUNTER×HUNTER』、『攻殻機動隊 STAND ALONE COMPLEX』、『シュヴァリエ 〜Le Chevalier D'Eon〜』、『東京マーブルチョコレート』、『戦国BASARA』、『君に届け』、『ギルティクラウン』、『PSYCHO-PASS サイコパス』等のアニメに作画監督やキャラクターデザインとして携わる。
2012年6月1日に、和田丈嗣・中武哲也らProduction I.G 6課のスタッフと共に独立してWIT STUDIOを設立。
WIT STUDIOでは『進撃の巨人』、『鬼灯の冷徹』のキャラクターデザイン・総作画監督を担当。また、『PSYCHO-PASS サイコパス 2』のキャラクターデザイン・総作画監督も務めた。
2011年度に行われた古河市文化協会の古河公方氏姫をモチーフとしたマスコットキャラクター募集企画に応募参加し、その作品は古河市民文化祭のイメージキャラクターとして使用されている。
また2013年には古河市文化協会の主催する「浅野恭司原画展」を古河街角美術館にて開催し、地元の古河市だけでなく全国各地・海外からファンが訪れるなど人気を博した。2014年には「第2回浅野恭司原画展」が開催された。

## 人物
作画技能の高さには定評があり、アクションや静止シーンの中で登場キャラクターの心象表現に他と一線を画す独自のものがあるとアニメ界の有名な監督たちから高い評価を受けている。
『攻殻機動隊 STAND ALONE COMPLEX』の神山健治監督は、「一枚絵での勝負より、アニメーション本来の醍醐味である”動き”に主眼を置いている」「1st、2ndのローテンションを守るスピードを持っている」と評している。

## 作品一覧

### テレビアニメ
1996年
- クレヨンしんちゃん - 動画（第212話）

1998年
- 星方武侠アウトロースター - 原画（第4話・第14話・第26話）
- 爆走兄弟レッツ&ゴー!!MAX - 原画（第5話・第13話・第18話・第33話・第34話・第44話）
- 烈火の炎 - 原画（第34話）
- 南海奇皇 - 原画（第15話・第23話）
- ポポロクロイス物語 - 原画（第1話・第6話・第10話・第12話・第16話・第20話）
- 快傑蒸気探偵団 TV ANIMATION SERIES - 原画（第6話）

1999年
- 超速スピナー - 原画（第12話）
- 地球防衛企業ダイ・ガード - 原画（第9話・第17話・第23話）

2000年
- HUNTER×HUNTER - 作画監督（第51話・第63話・第66話・第69話）、原画（第23話・第29話・第35話・第41話・第45話）
- メダロット - 原画（第8話）

2001年
- 地球少女アルジュナ - 原画（第2話）
- 機巧奇傳ヒヲウ戦記 - 原画（第15話）
- パラッパラッパー - 原画（OP1・OP2・第23話）

2002年
- ロックマンエグゼ - 原画（第17話）
- まほろまてぃっく〜もっと美しいもの〜 - 原画（第1話）
- 攻殻機動隊 STAND ALONE COMPLEX - 作画監督（第2話・第9話・第20話・第24話）、原画（ED・第2話・第20話・第24話）

2004年
- 攻殻機動隊 S.A.C. 2nd GIG - 作画監督（第6話・第9話・第17話・第23話）、原画（OP・第3話・第5話・第8話・第17話・第23話・第26話）
- 風人物語 - 原画（第2話）
- tactics - 原画（OP）
- お伽草子 - 原画（第7話・第15話・第26話）

2005年
- ギャラリーフェイク - 原画（第33話）
- BLOOD+ - 作画監督（OP2）、原画（OP3・第4話・第9話）

2006年
- IGPX - 原画（第21話）
- シュヴァリエ 〜Le Chevalier D'Eon〜 - 作画監督（第2話・第8話・第18話）、作画監督補佐（第12話・第20話・第22話-第24話）原画（第1話・第12話・第13話・第18話・第19話・第23話・第24話）
- 攻殻機動隊 STAND ALONE COMPLEX Solid State Society - 原画

2007年
- REIDEEN - 原画（第3話・第25話）
- 精霊の守り人 - 原画（OP・第16話）
- アニ*クリ15 ワンダバキッス - 作画監督、原画
- 神霊狩/GHOST HOUND - 原画（第7話）

2008年
- RD 潜脳調査室 - 作画監督（第2話・第9話・第20話）、作画監督補査（第12話）、原画（第9話・第20話・第25話）
- ワールド・デストラクション 世界撲滅の六人 - 原画（OP）

2009年
- 戦国BASARA - デザインワークス、作画監督（第2話・第6話・第11話）、原画（第2話・第12話）
- 君に届け - EDスタッフ、作画監督（第20話・第24話）、原画（第6話・第8話）、第二原画（第25話）

2010年
- 戦国BASARA弐 - デザインワークス、作画監督（第3話・第8話・第12話）、原画（第10話）

2011年
- 君に届け 2ND SEASON - キャラクター設定協力、作画監督（第0話・第5話・第11話）、原画（第0話・第10話・第11話）
- ギルティクラウン - メインアニメーター、総作画監督（第13話・第22話）、作画監督（第2話・第6話・第11話・第16話・第21話）、作画監督補佐（第4話）、原画（第1話・第4話・第11話・第16話・第19話・第21話・第22話）、第二原画（第4話・第11話）

2012年
- となりの怪物くん - 原画（ED）
- PSYCHO-PASS サイコパス - キャラクターデザイン、総作画監督（第1話-第5話）、作画監督（ED1）

2013年
- 進撃の巨人 - キャラクターデザイン、総作画監督（第1話・第3話・第5話・第7話・第9話・第11話・第13話・第15話・第17話・第19話・第21話・第23話・第25話）、総作画監督補佐（第14話・第24話）、作画監督（OP1・ED2・第25話）、原画（OP）、エンドカード（第24話）

2014年
- 鬼灯の冷徹 - 総作画監督（第6話）、作画監督（OP）、作画監督補佐（第2話）、原画（第11話）
- PSYCHO-PASS サイコパス 2 - キャラクターデザイン、総作画監督（第1話-第3話・第5話・第7話・第9話・第11話）、作画監督（ED）、キャラクター監修（OP）

2015年
- 終わりのセラフ - エンドカード（第22話）
- 攻殻機動隊ARISE ALTERNATIVE ARCHITECTURE - EDスタッフ

2016年
- 甲鉄城のカバネリ - 総作画監督（第3話・第6話-第12話）

2017年
- 進撃の巨人 Season 2 - キャラクターデザイン、総作画監督（第26話・第29話・第32話・第35話・第37話）、作画監督（OP・第26話・第29話・第35話・第36話）、原画（第26話）、第二原画（第35話）

2018年
- 進撃の巨人 Season 3 - キャラクターデザイン、総作画監督（第38話・第40話・第42話・第44話・第46話・第48話-第50話・第52話・第54話・第56話-第59話）、総作画監督補佐（第47話）、作画監督（OP1・第49話）

2019年
- PSYCHO-PASS サイコパス 3 - サブキャラクターデザイン

2020年
- GREAT PRETENDER - 総作画監督（第6話・第8話-第10話・第12話・第14話・第16話-第23話）

2022年
- SPY×FAMILY - 総作画監督（第3・5・7・9・10話・13話）、作画監督（OP1・OP2・第1話）

### 劇場アニメ
1997年
- 新世紀エヴァンゲリオン劇場版 シト新生 - 動画

1998年
- 機動戦艦ナデシコ -The prince of darkness- - 原画

1999年
- アキハバラ電脳組 2011年の夏休み - 原画

2000年
- 人狼 JIN-ROH - 動画

2004年
- DEAD LEAVES - 原画
- イノセンス - 原画

2005年
- 劇場版 テニスの王子様 二人のサムライ The First Game - 原画
- ONE PIECE THE MOVIE オマツリ男爵と秘密の島 - 原画
- 劇場版ツバサ・クロニクル 鳥カゴの国の姫君 - 作画監督、原画

2011年
- 劇場版 戦国BASARA -The Last Party- - デザインワークス、作画監督、原画

2012年
- 劇場版 BLOOD-C The Last Dark - 原画

2014年
- 劇場版 進撃の巨人 前編 〜紅蓮の弓矢〜 - キャラクターデザイン、総作画監督

2015年
- 劇場版 PSYCHO-PASS サイコパス - キャラクターデザイン
- 劇場版 進撃の巨人 後編 〜自由の翼〜 - キャラクターデザイン、総作画監督
- 屍者の帝国 - 作画監督

2016年
- 甲鉄城のカバネリ 総集編 前編 集う光／後編 燃える命 - 総作画監督

2018年
- 劇場版 進撃の巨人 Season 2〜覚醒の咆哮〜 - キャラクターデザイン、総作画監督

2019年
- PSYCHO-PASS サイコパス Sinners of the System Case.1 罪と罰 - キャラクターデザイン
- PSYCHO-PASS サイコパス Sinners of the System Case.2 First Guardian - キャラクターデザイン
- PSYCHO-PASS サイコパス Sinners of the System Case.3 恩讐の彼方に＿＿ - キャラクターデザイン

2020年
- PSYCHO-PASS サイコパス 3 FIRST INSPECTOR - サブキャラクターデザイン

2022年
- バブル - メインアニメーター

2023年
- 劇場版 SPY×FAMILY CODE: White - 総作画監督

### OVA
1996年
- パンツァードラグーン - 動画
- BRONZE ZETSUAI since 1989 - 動画

2001年
- 怪童丸 - キャラクターデザイン、作画監督、原画

2002年
- HUNTER×HUNTER - 作画監督（第63話・第66話・第69話）、原画（第63話）

2003年
- HUNTER×HUNTER GREED ISLAND - 原画（第71話）

2007年
- 東京マーブルチョコレート - サブキャラクターデザイン、作画監督、原画

### Webアニメ
2005年
- The King of Fighters: Another Day - 原画（第4話）

2016年
- スターフォックス ゼロ ザ・バトル・ビギンズ - 監督、絵コンテ

### ゲーム ムービー
1998年
- サクラ大戦2 〜君、死にたもうことなかれ〜 - 作画（OP）
- サンパギータ - 原画

2000年
- ポポロクロイス物語II - 原画
- スキャンダル - 原画
- BLOOD THE LAST VAMPIRE - 原画

2006年
- ソニックライダーズ - キャラクターデザイン、作画監督、原画

### ミュージックビデオ
2020年
- 打首獄門同好会「サクガサク」 - 監督、絵コンテ、キャラクターデザイン、作画監督

### 短編・その他
1998年
- スライム冒険記 ウルフくん がんばるの巻 - 原画

2006年
- E'S blue to white - 原画